# Карамнов, Виталий Владимирович
Виталий Владимирович Карамнов (6 июля 1968, Москва, РСФСР, СССР) — советский и российский хоккеист.

## Биография
Воспитанник хоккейной школы московского «Динамо» — прошёл все ступени от детской команды до взрослой.
С 1986 году привлекается к играм за основной состав Динамо (Москва). Затем в 1988 году отправился в Динамо (Харьков) на «срочную воинскую службу». В 1989 году перешёл в Торпедо (Ярославль), посчитав, что в Москве закрепится не удастся.
В 1991 году, когда большинство ветеранов «Динамо» разъехались по разным зарубежным чемпионатам, принял приглашение Юрзинова-старшего и вернулся играть в Москву. Играл в одной тройке с Алексеем Жамновым и Игорем Королёвым.
Привлекался к играм за сборную, но ни на Олимпиаду-92, ни на ЧМ-92 не попал.
Летом 1992 года прошёл Драфт НХЛ 1992, где Карамнов был выбран общим 62-м номером командой «Сент-Луис Блюз». При содействии агента Марка Гандлера подписал контракт по схеме «2+1» на общую сумму в $1 млн. Некоторое время в составе «Сент-Луиса» играл в одной тройке с Виталием Прохоровым и Игорем Королёвым.
1-й сезон в «Сент-Луисе» не сложился из-за травм. Следующий сезон был гораздо лучше — в 59 играх 21 (9+12) очко. После 3-го сезона руководство команды не стало продлевать контракт, предложений от других клубов НХЛ не было и Карамнов уехал играть в ЮП. Контракт был рассчитан до конца сезона, по завершении которого Карамнов перебрался в Германию.
Весной 1996 года был вызван в сборную России на ЧМ-96, где играл в 4-м звене.
В Германии провёл 4 года, после чего вернулся в Россию. Закончил выступления в 2003 году.

## Семья
Жена Екатерина, сыновья Виталий и Никита.